# Encefalopatia hepática
Encefalopatia hepática (EH) é uma disfunção cerebral causada por insuficiência hepática e/ou shunt sanguíneo porto-sistémico. É geralmente uma complicação significativa de insuficiência hepática severa aguda ou crónica. Manifesta-se através de um largo espectro de anomalias neurológicas e psiquiátricas que incluem a alteração da personalidade, consciência, cognição e da função motora. Estas alterações podem ir de não perceptíveis, isto é serem  subclínicas apenas dectáveis em avaliação dirigida neuropsicológica ou neurofisiológica, até coma. Estes sintomas e sinais não são específicos de insuficiência hepática, pelo que é necessário excluir outras causas para a disfunção cerebral. 

## Causas
Os episódiosde EH podem ser despoletados por qualquer evento que leve a insuficiência hepática aguda severa ou agravamento agudo severo de insuficiência hepática crónica. Há adicionalmente uma série de factores que podem precipitar EH em doentes com insuficiência hepática crónica compensada. Os factores precipitantes mais comuns são infecções, hemorragia gastrointestinal, obstipação, excesso de diuréticos e os distúrbios electrolíticos. Frequentemente não se consegue identificar a causa. Acredita-se que o mecanismo subjacente envolva a acumulação de amónia no sangue, uma substância que em condições normais é filtrada pelo fígado.

## Classificação
A EH pode ser classificada de acordo com 4 factores.

### Classificação de acordo com a doença subjacente
A EH pode ser classificada como:
- Tipo A (aguda) - resultante de insuficência hepática aguda
- Tipo B (bypass) - resultante da predominância de bypass ou shunt porto-sistémico
- Tipo C (cirrose) - resultante de cirrose

### Classificação de acordo com a severidade  das manifestações clínicas
Sendo a HE um contínuo de severidade, foi feita uma divisão arbitrária para efeitos de classificação clínica e de investigação. Estes critérios são conhecidos como os critérios de West Haven (WHC). Esta classificação divide a gravidade em 4 graus, sendo I o menos grave e IV o mais grave. Posteriormente foi adicionado um grau de gravidade subclínico, mínimo, cuja identificação depende de testes psicométricos e neuropsicológicos.
| Grau de WHC | descrição |
| ----------- | --- |
| Mínimo      | Sem evidência clínica de alteração mental Alteração em testes psicométricos ou neurofisiológicos                  |
| Grau I      | Falta de atenção Euforia, ansiedade Alteração do padrão do sono Dificuldade em operações simples                  |
| Grau II     | Letargia, apatia Desorientação no tempo Alteração da personalidade Comportamento inapropriado Dispraxia Asterixis |
| Grau III    | Sonolência, estupor Resposta a estímulos Confusão, desorientação Comportamento estranho                           |
| Grau IV     | Coma |

### Classificação de acordo com a evolução temporal
A EH está classificada em:
- Episódica
- Recorrente - episódios de EH que ocorrem num intervalo de tempo inferior a 6 meses
- Persistente - denota um padrão de alterações comportamentais que está sempre presente e intercala com episódios de EH clinicamente detectável

### Classificação de acordo com os factores precipitantes
A EH está classificada em:
- Sem factores precipitantes
- Precipitada - com especificação do factor ou factores precipitantes

## Tratamento
Com tratamento adequado, a doença pode ser reversível. O tratamento geralmente consistem em cuidados de apoio e na resolução dos fatores que desencadeiam os episódios. Os níveis elevados de amónia no sangue são geralmente tratados com lactulose. Entre outras potenciais opções estão alguns antibióticos e probióticos. Em casos graves, um transplante de fígado pode melhorar o prognóstico.
Mais de 40% das pessoas com cirrose desenvolvem encefalopatia hepática. Mais de metade das pessoas com cirrose e encefalopatia hepática vivem menos de um ano após o diagnóstico. Em pessoas sujeitas a um transplante de fígado, o risco de morte nos cinco anos seguintes é inferior a 30%. A condição foi descrita pela primeira vez em 1860.